# Neue Ennsburg
Die Neue Ennsburg befand sich in der Stadt Enns im Bezirk Linz-Land von Oberösterreich, Reste der Burg sind im Bereich der Straßen Ennsberg 1 und Wiener Straße 9–13 noch zu erkennen.

## Geschichte
Bis vor kurzem glaubte man, dass die zweite landesfürstliche Burg 1475 im Auftrag von Kaiser Friedrich III. errichtet und damals dafür mehrere Bürgerhäuser am Ennsberg (Stadtberg) niedergerissen wurden. Neuere Forschungen ergaben eine wesentlich spätere Errichtung der zweiten landesfürstlichen Burg frühestens seit etwa 1510 oder vielleicht sogar erst um 1520. Außerdem wurden nur zwei Bürgerhäuser für die neue Burg abgerissen (Ennsberg 1 und Ennsberg 1a), zwei weitere Bürgerhäuser (Wiener Straße 11 und 13) wurden in die neue Burg integriert und adaptiert. Für die Erweiterung der Neuen Burg erwarb Kaiser Maximilian II. um 1550 schließlich noch das Haus des alten Bürgergeschlechts Ennenkel (Wiener Straße 9). Eine Umgestaltung der Hauptgebäude der neuen Burg (Ennsberg 1 und 1a) erfolgte um 1565 unter Baumeister Hans von Matz. Mit ihren festen Stützmauern und dem runden Ecktürmchen verleiht die zweite landesfürstliche Burg noch heute dem Stadtbild ein charakteristisches Gepräge. 
Auf die bauliche Erhaltung der kaiserlichen Burg war aber offensichtlich nicht die nötige Sorgfalt verwendet worden. Im Jahre 1589 richtete Erzherzog Matthias an seinen Bruder Kaiser Rudolf II. die Bitte, die Geldmittel für die Behebung der Bauschäden zu beschaffen. Der Baumeister Christoph Canavale bezifferte die Kosten der Ausbesserungsarbeiten mit der hohen Summe von 1866 Gulden, da sich die Bedachung in sehr schlechtem Zustand befand und die Böden im kaiserlichen Zimmer, im Saal, in der Tafelstube und finsteren Stube ganz verfault waren. Die schwierige Beschaffung der nötigen Gelder war wohl die Ursache, dass der Bau in Verfall geraten war.
Dies hatte zur Folge, dass teilweise wieder auf die „Alte Ennsburg“ zurückgegriffen, aber letztlich ein Neubau zwischen der alten und der neuen Ennsburg ins Auge gefasst wurde. Für diesen Zweck erlaubte Kaiser Maximilian II. seinem Kaiserlichen Rat Georg Gienger von Rotteneck die Errichtung des jetzigen Schlosses Ennsegg.
Als Inhaber der Vogtei finden sich der Rat Hanns Berthold zu Saxenek und 1630 seine Erben, dann war sie an Christoph Helmhart von Weissenwolf verpfändet. Die Weissenwolfer kauften das Schloss Kaiser Joseph I. ab. Ferdinand Bonaventure von Weissenwolf verkaufte sie 1722 an Thaddä Adam von Khauten. Von den Khauten ging sie an die Freiherren von Rumerskirch. 1816 war Joseph von Rumerskirch Besitzer.

## Neue Ennsburg heute
Nach einem Brand (1730) und Plünderungen durch die Franzosen (1742) blieben nur noch einzelne Teile der landesfürstlichen Burg erhalten. Diese Reste sind in  Wohn- und Kaufhäusern verbaut (Ennsberg 1 und Wiener Straße 9–13).